# Kohortativ
Kohortativ (z latinského cohortatio = pobídka, napomenutí) je slovesný způsob, který v první osobě množného i jednotného čísla vyjadřuje zdůraznění nebo úsilí.
Důležitá je první osoba. Vybízecí způsob ke druhým osobám je imperativ, zatímco vybízecí způsob k osobám třetím se nazývá jussiv. Vyjádření kohortativu se v různých jazycích liší, např. v němčině lze použít tvar slovesa lassen + infinitiv významového slovesa („Lasst uns gehen“, ve významu „Pojďme“).

## Moderní čeština a kohortativ
V češtině odpovídají kohortativu výzvy např. dejme se do toho, pějme píseň dokola.
S první osobou singuláru si moderní čeština poradit neumí ani náhražkou, leda expresívním konjunktivním opisem v záporu: že bych se na celý kohortativ nevykašlal.

## Kralická čeština a kohortativ
V Kralické bibli je možno najít konstrukce jako např.: Hle, teď jest toto město blízko, do něhož bych utekl, a toť jest malé; prosím, nechť tam ujdu; však pak neveliké jest, a živa bude duše má (Genesis 19:20).
Starozákonní citace indikuje, že s kohortativem se lze setkat v hebrejštině.